# Összeomlás – Tanulságok a társadalmak továbbéléséhez
A Összeomlás – Tanulságok a társadalmak továbbéléséhez Jared Diamond 2005-ben írt tudományos-ismeretterjesztő könyve.

## Leírás
A szerző egy sor társadalom történetét mutatja be, melyek összeomlottak vagy továbbra is élnek. Vizsgálja a fontos tényezőket, úgy mint a környezet törékenysége, klímaváltozás, szomszédokhoz való viszony, politikai intézmények és a társadalmi válaszok.

## Tartalom
- Előszó, Mese a két farmról

1. rész: A mai Montana
2. rész: Letűnt társadalmak
3. rész: Modern társadalmak
4. rész: Gyakorlati tanulságok

- Köszönetnyilvánítás
- További olvasnivaló
- Tárgymutató

## Egyéb
A könyv megjelenésekor az Amazon.com eladási listájának élén debütált.

## Magyarul
- Összeomlás. Tanulságok a társadalmak továbbéléséhez; ford. Vassy Zoltán; Typotex, Bp., 2007 ISBN 978-963-9664-69-2

## Külső hivatkozások
- A könyv oldala a kiadó honlapján
- A könyv ismertetője a Tudatos vásárlók oldalán